# Depsages
Depsages is een kevergeslacht uit de familie van de boktorren (Cerambycidae). De wetenschappelijke naam van het geslacht werd voor het eerst geldig gepubliceerd in 1865 door Pascoe.

## Soorten
Depsages omvat de volgende soorten:
- Depsages granulosa (Guérin-Méneville, 1831)
- Depsages solandri (Fabricius, 1775)